# Tao Jin
Tao Jin (en cantonès: 陶金) (Xangai, Xina, nascut el 2 de juny de 1985) és un futbolista xinès que actualment juga com a defensa pel Shanghai Shenhua de la Superlliga de la Xina.

## Carrera futbolística
Tao Jin va començar la seva carrera futbolística professional en 2006 amb el Shanghai Shenhua després de llicenciar-se en el seu equip juvenil. Hauria d'esperar fins a la lliga de 2008 abans que fes el seu debut professional en un partit de lliga davant el Hangzhou Greentown FC el 30 d'agost de 2008 en un empat a un. Malgrat el seu limitat temps de joc amb el Shanghai Shenhua tot i així va ser inclòs en l'equip del Shanghai per la Lliga de Campions de l'AFC de 2009 i sota les ordres de Jia Xiuquan com a nou entrenador de l'equip començaria a establir-se en la defensa de l'equip durant tota la temporada.